# کریم رکیک
کریم رکیک (هلندی: Karim Rekik؛ زاده ۲ دسامبر ۱۹۹۴) یک بازیکن فوتبال اهل هلند است که برای باشگاه فوتبال الجزیره  بازی می‌کند.
او سابقه بازی برای باشگاه‌های منچسترسیتی، پورتسموث، بلکبرن، پی‌اس‌وی، مارسی، و هرتابرلین را در کارنامه دارد.
ریکیک در تابستان ۲۰۱۱ از فاینورد به منچسترسیتی پیوست و اولین بازی خود را برای اولین بار در سوپرکاپ دوبلین طی پیش فصل انجام داد. در ۲۱ سپتامبر ۲۰۱۱ او اولین بازی رسمی خود را در تیم اول منچسترسیتی در برابر بیرمنگام سیتی در دور سوم جام اتحادیه انجام داد. با ۱۶ سال و ۲۹۴ روز سن او اولین بازی خود را در مقابل بیرمنگام سیتی انجام داد و تبدیل به جوان‌ترین بازیکن خارجی این باشگاه شد. او پس از چند دوره بازی قرضی در پورتسموث، بلکبرن و پی‌اس‌وی بعدا در فصل ۲۰۱۳–۲۰۱۴ به بازیکن ثابت پی‌اس‌وی تبدیل شد. او پیس از پیوستن به سویا در سال ۲۰۲۰ دو فصل در مارسی و سه فصل در هرتابرلین توپ زد.